# Тагиев, Эйюб Измайлович
Эйюб Измаилович Таги́ев (азерб. Eyyub İsmayıl oğlu Tağıyev; 1912—1967) — азербайджанский советский нефтяник, доктор технических наук, профессор, Заслуженный деятель науки и техники Азербайджанской ССР, трижды лауреат Сталинской премии. Один из авторов двуствольного и многоствольного способа бурения.

## Биография
Родился 14 (27 января) 1912 года в Баку (ныне — столица Азербайджанской Республики). Азербайджанец по-национальности. В 1934 году окончил Азербайджанский индустриальный институт.
С 1932 по 1937 год работал инженер-конструктором Государственного исследовательского института нефтяного машиностроения. В 1934—1945 годах был директором ЭКГБ (экспериментальная контора турбинного бурения) в Баку и Краснокамске. Так, с 1932 по 1942 год Эйюб Тагиев работал в Азербайджане, был инженером-конструктором в АзИНМАШе и руководителем экспериментальной конторы турбинного бурения, а в 1942 — 1945 гг. — активно участвовал в становлении нефтяной промышленности Перми.
С 1942 по 1944 год был начальником Молотовнефтекомбината, а в период с 1944 по 1945 год — заместителем начальника отдела турбинного бурения НКНП СССР. В 1945—1947 годах Тагиев занимал должность начальника штаба Советской государственной комиссии по репарациям (Германия, Румыния, Венгрия). В период с 1947 по 1958 год работал на руководящих должностях МНП СССР. Был начальником объединения и руководителем Главного управления Министерства нефтяной промышленности СССР.
В 1958—1960 годах был директором ВНИИ буровой техники, а с 1958 по 1967 год — заведующим кафедрой бурения нефтяных и газовых скважин, проректором по научной работе МИНХ и ГП имени И. М. Губкина.
Тагиев в числе ряда советских специалистов был командирован в Индию. Здесь он руководил работами по заложению первых нефтяных скважин. Тагиев и инженер М. Алиев установили, что запасы нефти в Индии в 20 раз превышают подсчёты, ранее сделанные иностранными геологами. Первая же скважина на берегах Камбейского залива дала нефть. У первой буровой стояли старейший мастер Рухулла Халилов и буровой мастер бакинец Шариф Фаткулиев.
Скончался Эйюб Тагиев 17 января 1967 года. Похоронен в Москве на Новодевичьем кладбище.

## Научно-производственные достижения
Автор более 15 изобретений, более 60 научных работ, в том числе «Двуствольное бурение нефтяных и газовых скважин» (1954) (в соавторстве с С. Л. Залкиным), «Вибрационное и ударно-вращательное бурение» (1961) (в соавторстве с Ф. Ф. Вознесенским, А. В. Кичигиным, В. М. Славским); «Ударно-вращательное бурение скважин» (1965) (в соавторстве с А. В. Кичигиным).

## Общественная жизнь

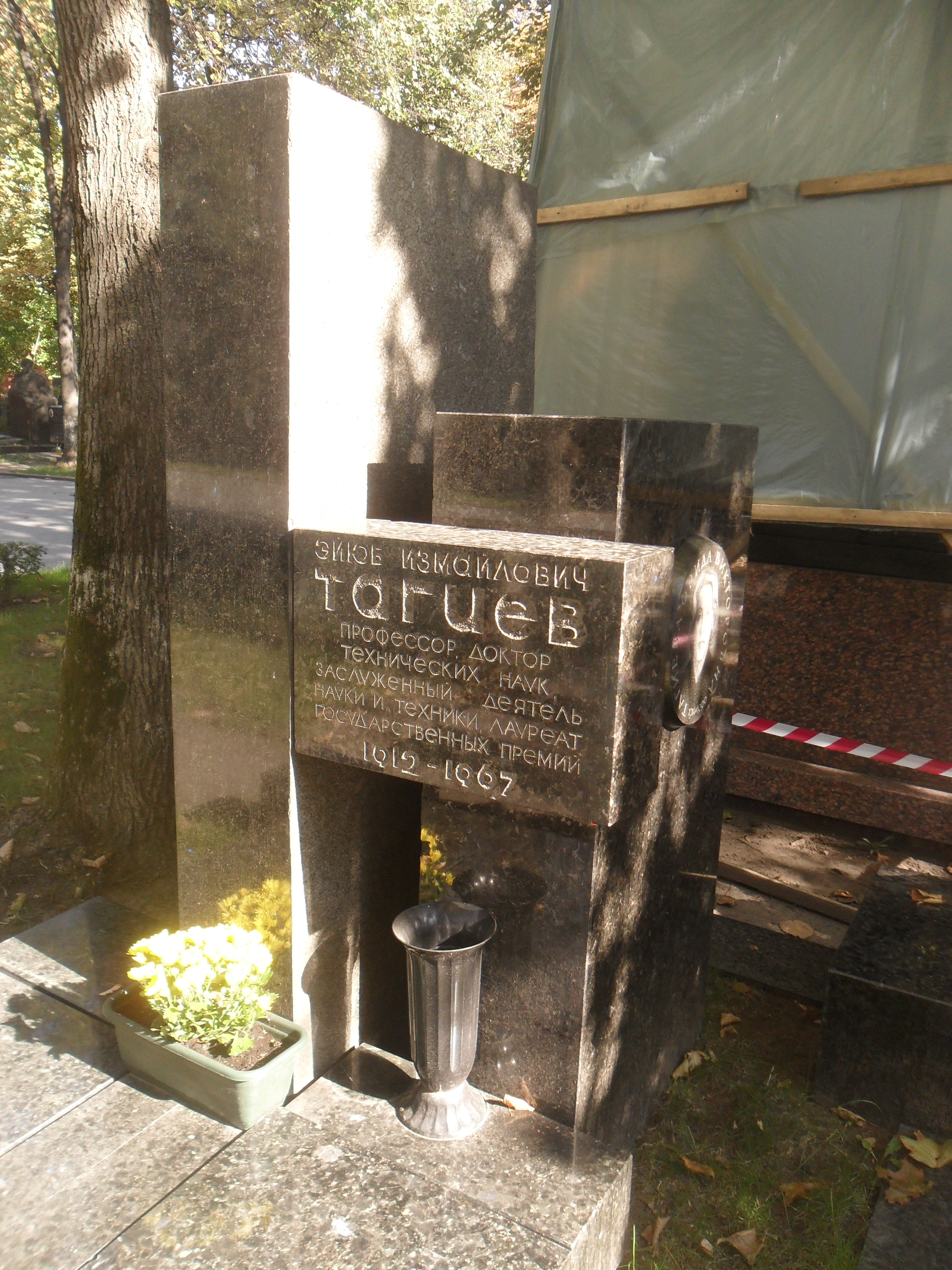
Могила Тагиева на Новодевичьем кладбище Москвы

Председатель Межотраслевого научно-технического совета по сверхглубокому бурению (1961);
Постоянный консультант Национальной комиссии Индии по нефти и газу (1956);
Член делегации на 4, 5, 6 Мировых нефтяных конгрессах;
Член Международного исполнительного комитета постоянного Совета Мировых нефтяных конгрессов от СССР (1963);
Член Научного совета Исполкома Совета Мировых нефтяных конгрессов от СССР (1964).

## Награды и премии
- Сталинская премия III степени (10 апреля 1942) — за изобретение многоступенчатой гидравлической турбины для бурения глубоких скважин
- Сталинская премия II степени (1947) — за разработку и широкое внедрение метода непрерывного наклонного бурения нефтяных скважин
- Сталинская премия III степени (1951) — за разработку и внедрение двухствольного бурения нефтяных и газовых скважин
- Заслуженный деятель науки и техники Азербайджанской ССР (1958)
- Золотая медаль Всемирной выставки в Брюсселе — за разработку и внедрение многоствольного метода бурения на Всемирной выставке в Брюсселе[5]
- два ордена Трудового Красного Знамени (1944, 1948)
- орден «Знак Почёта» (1942)
- медали

## Память
- В России установлены две премии имени Тагиева для студентов-буровиков[6].
- В Центральном парке Калькутты установлен бюст Эюба Тагиева из чёрного мрамора а на полутораметровом пьедестале золотыми буквами было выбиты слова: «Отец индийской нефти»[6]
- Журналисты Васиф Самедов[азерб.] и Азад Шариф[азерб.]. написали документальную повесть «Нефтяной король из Баку» (2003) об Эйюбе Тагиеве[7].